# Кръстьо Калабуров
Кръстьо (Ставро, Ставри) Наков Калабуров е български революционер, деец на Вътрешната македоно-одринска революционна организация.

## Биография
Калабуров е роден в 1877 година в костурското село Дъмбени, тогава в Османската империя, днес Дендрохори, Гърция. Остава сирак, но завършва четвърто отделение. По занятие е тухлар и работи в Мала Азия.
През 1902 година се връща в родния си край и се включва във ВМОРО. Участва в голямото сражение при Локвата] на 31 май 1903 година. През същата година замества войводата Атанас Кършаков, който е ранен. През Илинденско-Преображенското въстание през лятото на 1903 година е центрови войвода и с четата си е част от отряда на Пандо Кляшев и Васил Чекаларов. През 1904 година участва в сражение с гръцки андарти при Търсие, Турие и Ощима, а скоро след това емигрира в САЩ.
При избухването на Балканската война в 1912 година се връща в България и е доброволец в Македоно-одринското опълчение и се сражава в Костурската съединена чета. Получава орден „За храброст“, а през Междусъюзническата война е арестуван от гръцките власти в родното си Дъмбени. Затворен е в Костур, където е изтезаван. По-късно е освободен и се премества в Ксанти.
След Първата световна война живее в Пловдив. От 1923 година е член на Илинденската организация.
Умира в Пловдив в 1939 година.